# Oscar Drude
Carl Georg Oscar Drude (5. juni 1852 i Braunschweig – 1. februar 1933 i Dresden) var en tysk botaniker, bror til Paul Drude.
Drude studerede 1870-74 i Göttingen og blev 1876 privatdocent i botanik ved universitetet sammesteds og 1879 professor ved den tekniske højskole i Dresden og direktør for den botaniske have der.
Han har blandt andet forfattet en stor monografi over palmerne i Martius Flora Brasiliensis (1881-82), været medarbejder ved Berghaus fysikalske atlas og leveret en del morfologiske og systematiske samt plantegeografiske arbejder, blandt andet et helt system af blomsterplanterne (i Schenks Handbuch der Botanik, bind III, 1887) samt en Ökologie der Pflanzen (1913).